# Bouchaouene
Bouchaouene (franska: Bouchaouene (CR), Bouchaouene (Commune Rurale), arabiska: بوعنان) är en kommun i Marocko.   Den ligger i provinsen Figuig och regionen Oriental, i den nordöstra delen av landet, 400 km öster om huvudstaden Rabat. Antalet invånare är 11 231.